# Gaturro: la película
Gaturro: la película es una película de animación de 2010 de comedia en Cine 3D, basada en la tira cómica homónima del historietista Nik y dirigida por Gustavo Cova. Se trató de una producción en asociación entre Illusion Studios de Argentina y Toonz Entertainment de India, que contó con la coproducción y aportes de Ánima Estudios de México. Es el tercer largometraje animado de Illusion Studios, así como la primera coproducción de animación entre América Latina e India. A su vez, por parte de Ánima Estudios, es su quinta producción cinematográfica, así como el octavo filme —contando lanzamientos para medios domésticos— de su filmografía en total.
En la película, Gaturro (interpretado por Mariano Chiesa) intenta conquistar a Ágatha, su mejor amiga, quien termina iniciando un romance con Max, el rival de Gaturro (con la voz de Leto Dugatkin). Posteriormente, Gaturro inicia una carrera como actor de televisión al interpretar a un nuevo superhéroe que lo lleva al estrellato, lo que a su vez afecta su relación con Ágatha y le da ventaja a Max de acercarse más a ella. Con la ayuda de su nuevo amigo, el roedor Rat Pitt, Gaturro luchará por todos los medios para evitar que Max contraiga matrimonio con su amada. El guion fue escrito por un equipo conformado por Cristian Dzwonik «Nik», Laura Losoviz, Adriana Lorenzón, Esteban Garrido, Mariano Podesta y Belén Wedeltoft, y el resto del elenco de voces se conformó con Agustina Cirulnik, Pablo Gandolfo, Gustavo Dardés y Andrea Salas Rigler, entre otros. 
Se estrenó el 9 de septiembre de 2010 en Argentina. Ese año dicha película tuvo mucha polémica, ya que abordaba temas no aptos para su público, menores de edad. Sin embargo, se proyectó en toda Latinoamérica y África. 
La película no fue bien recibida en su país de origen, teniendo como calificación un 27 de 100 en el sitio web "Todas Las Críticas"  y obteniendo un total de 2,1 millones de Dólares localmente. Su recaudación mundial casi supera los 3 millones, y a causa de no ser bien recibida en su país de origen, no pudo cubrir el dinero invertido. El DVD de la película se estrenó el 15 de febrero del 2011.

## Argumento
Gaturro es un gato que quiere conquistar a Ágatha, la gata de su vida, pero cada vez que intenta conquistarla, un gato llamado Max se interpone. Ágatha se impresiona con Max porque las cosas que tiene Max son mejores que la que tiene Gaturro. Gaturro le pregunta a Ágatha cómo es el gato de su vida y Ágatha mira enamorada a Michou, un gato famoso que protagoniza su propio programa, Tick Cat.
Después Michou, el gato que actúa como superhéroe en la televisión, renuncia así que el productor tenía que buscar un reemplazo, luego, cuando Gaturro vio ese anuncio fue a audicionar, conoció a un ratón llamado Rat Pit, quien le cantaba para resolver sus problemas y hasta lo ayudó en la audición, pero Max lo arruinó echándole pulgas de perro a Gaturro porque éste no quería que salga en la televisión para que así no impresionara a Ágatha. Pero después al productor se le ocurrió una idea y contrataron a Gaturro para hacer de un superhéroe llamado Flea Cat y así salir en la televisión y eso lo volvió famoso, pero con tanta fama no podía estar mucho tiempo con Ágatha y eso lo entristecía mucho, pero Max explotaba de alegría. Después Ágatha empezó también a extrañar a Gaturro pero Max intentaba apresurar su boda con Ágatha, pero ella no sabía si quería casarse con él.
Un día Gaturro fue con Ágatha a pasar un rato en el parque, pero el productor lo había encontrado y lo llevó a una empresa en Cosmogatilan, ahí llega una gata atractiva llamada Gatalina Yolí y besa a Gaturro en el cachete. Ágatha lo ve y se enfurece mucho, así que ella decide hacer su boda con Max. Le dio las invitaciones a Max, pero Max escondió la invitación para Gaturro. Y justo ese día de la boda, era la entrega de los premios Oscat (La entrega era parecida a los Premios Óscar) y Gaturro estaba nominado. Después en el día de entrega de los premios Oscar, Gaturro pidió a Rat Pit que traiga su collar. Al regresar, Rat Pit escucha a Max hablando con Ágatha sobre su boda y Rat Pit va corriendo a decírselo a Gaturro, pero Max trató de agarrar a Rat Pit. Finalmente Max no pudo agarrarlo y Rat Pit escapó. Luego Rat Pit le contó a Gaturro sobre la boda de Agatha y Max, y la dueña de Michou, Mimicha secuestra a Gaturro porque le robó la fama a Michou y lo lleva en un costal. Después Rat Pit va a buscar a los amigos de Gaturro para que lo ayuden. Más tarde Mimicha deja encerrado a Gaturro en su casa y se encuentra con Michou y trabajan juntos para salir.
Después Gaturro y sus amigos van en el auto remolcado de Mimicha y ésta los ve y los sigue en una moto, pero no logró alcanzarlos. Después, cuándo Ágatha estaba por casarse con Max, llega Gaturro y los interrumpe tratando de convencer a Ágatha de que no se case con Max y Ágatha no sabía que decir; pero después Ágatha se da cuenta de que Max había guardado la invitación de Gaturro y que había pagado a Gatalina para besar a Gaturro y entonces Ágatha ya no quiso casarse, pero Max no se había rendido porque hizo aparecer un robot mecánico, el cual Gaturro y sus amigos logran destruir tirando al agua el control remoto que lo controlaba. Después Max es vencido por el hermano de Gatalina y después Ágatha y Gaturro viven felices. Rat Pit logra tener su propio Show y Ágatha finalmente le dijo si a Gaturro. Al final de la película Gaturro rebota de felicidad por todas partes, Ágatha termina sorprendida de su amor y Gaturro feliz saliendo de la pantalla.
En la escena poscréditos la reportera de noticias comenta diciendo que Mimicha finalmente fue arrestada y sentenciada como castigo a servicio comunitario en el zoológico.

## Reparto en Argentina
- Mariano Chiesa como Gaturro.
- Agustina Cirulnik como Ágatha.
- Pablo Gandolfo como Rat Pit.
- Leto Dugatkin como Max.
- Valeria Gómez como Katy Kit.
- Gustavo Dardés como Federico Michou.
- Andrea Sala Rigler como Mimicha.
- René Sagastume como Alplato, El director.
- Gustavo Bonfigli como Daniel.
- Lucila Gómez como Luz.
- Mara Campanelli como Agustín.

Grabado en Argentina en el estudio Stravos Digital Sound en julio de 2010.

## Producción
A finales del 2007 comenzó la producción de la película, que era principalmente una película producida por Argentina y China. La producción se anunció a través de una entrevista con Nik y Laura Losoviz en la revista del diario La Nación.
En los años 2008 y 2009 empezaron a estrenarse adelantos realizados por Illusion Studios. Algunas escenas fueron proyectadas en la Feria del Libro del 2009.
Sin embargo, debido al éxito de películas en formato 3D y los planes de internacionalización de la película, se comenzó de nuevo la producción.
Un animador que trabajó en la producción desde el 2008 se quejó del hecho de que no había guion para el momento de trabajar la animación de la película, y animaban lo que imaginaban desde una escaleta, aunque consideró la película "visualmente correcta". También criticó que el guion estaba mal escrito y con faltas de ortografía.

## Estreno
En su país de origen Gaturro, la película recibió críticas mixtas positivas de parte de los críticos, recibiendo un 62% en el sitio web TodasLasCríticas.
El film comenzó en el primer puesto de la taquilla en su fin de semana de estreno, vendiendo un total de 82.987 entradas en 101 pantallas con una recaudación de $1,818,510 pesos ($460,089 dólares), siendo el 67% de las entradas vendidas de parte de las funciones 3D (55.757 personas).
Finalizó su recorrido en cines con más de 418.000 espectadores y con una recaudación de 8.4 millones de pesos ($2,116,587 dólares) en Argentina, siendo su mejor mercado.